# Oficina Postal de Estados Unidos (Fairhope)
La Oficina de correos de los Estados Unidos en Fairhope, Alabama es un edificio histórico del Servicio Postal de los Estados Unidos construido en 1932, en el estilo arquitectónico neorrenacentista italiano. Actualmente alberga las oficinas del Fairhope Courier. El edificio fue incluido en el Registro Nacional de Lugares Históricos en 1988.